# Klimatkänslighet
Klimatkänslighet är inom klimatologin ett mått på hur mycket jordens medeltemperatur påverkas av förändringar i energiinflödet från solen eller energiutflödet från jordytan. Begreppet används framför allt vid bedömningar av hur en förstärkning av växthuseffekten inverkar på jordens klimat. Klimatkänsligheten definieras som den uppvärmning vi kan vänta om atmosfärens koldioxidhalt fördubblas i förhållande till sin förindustriella nivå. Vanligen avser man den temperaturhöjning som uppnåtts när haltförhöjningen har fått full effekt på klimatet, något som dröjer många sekler eftersom världshavets temperatur reagerar mycket långsamt på yttre förändringar. 
En fördubbling av koldioxidhalten kan på egen hand höja den globala medeltemperaturen med ca 1,5 till 4,5 °C ,enligt AR5  från 2013, genom sin inverkan på atmosfärens växthuseffekt. Varje temperaturförändring, oavsett vad den beror på, utlöser emellertid följdverkningar som kan förstärka eller försvaga förändringen. Ett exempel på en sådan s.k. återkoppling är att atmosfärens innehåll av vattenånga ökar när det blir varmare. Eftersom vattenånga i likhet med koldioxid är en växthusgas leder detta till att det blir ännu varmare. Ett annat exempel är att mängden is och snö på jordytan minskar när temperaturen stiger. Då ökar jordens förmåga att absorbera solljus, och även detta höjer temperaturen ytterligare. Återkopplingarnas storlek är i allmänhet svåra att beräkna, men allt tyder på att de tillsammans har en förstärkande effekt på temperaturens förändringar. 
Detta innebär att en fördubbling av koldioxidhalten i själva verket kan väntas höja den globala medeltemperaturen med mer än 1 °C. Enligt den senaste utvärderingen från FN:s klimatpanel (IPCC) ligger klimatkänsligheten sannolikt någonstans mellan 1,5 och 4,5 °C. En klimatkänslighet lägre än 1,5 °C bedöms som mycket osannolik. Uppskattningen bygger både på beräkningar med hjälp av klimatmodeller och på studier av faktiska klimatförändringar i det förgångna (främst uppvärmningen under 1900-talet samt övergångarna mellan istider och interglacialer). 
Klimatkänsligheten ger också en uppfattning om vad som händer med klimatet vid annan slags påverkan än förändringar av växthuseffekten. Skulle klimatkänsligheten vara låg innebär det att temperaturen påverkas förhållandevis obetydligt såväl av förändringar i exempelvis solstrålningen som av en förhöjning av luftens koldioxidhalt, och vice versa.